# Lista municipiilor din Bahia

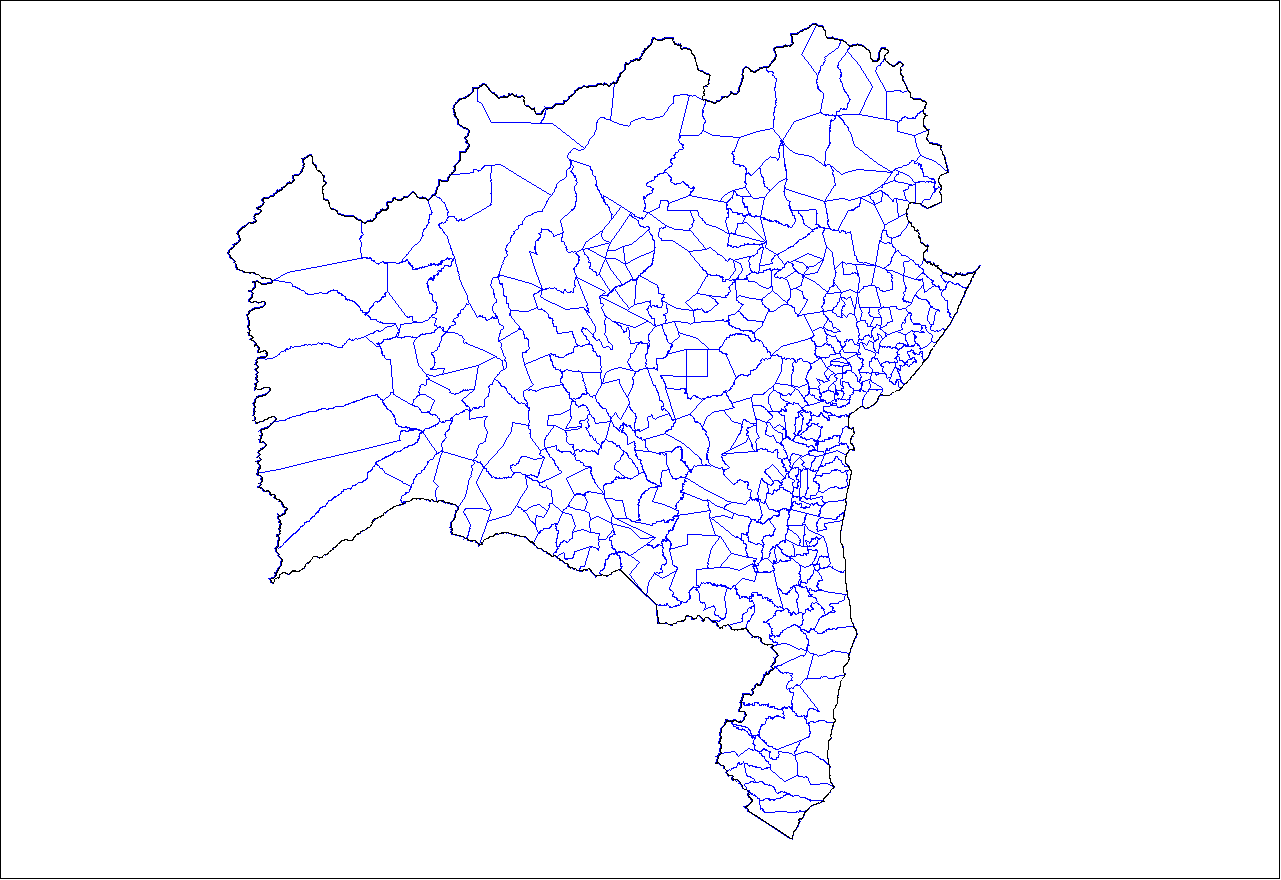
Municipiile din Bahia, Brazilia

Aceasta este lista municipiilor din statul Bahia (BA), Brazilia.
| Mezoregiune                   | Microregiune           | Municipiu                   |
| ----------------------------- | ---------------------- | --------------------------- |
| Centro Norte Baiano           | Feira de Santana       | Água Fria                   |
| Centro Norte Baiano           | Feira de Santana       | Amélia Rodrigues            |
| Centro Norte Baiano           | Feira de Santana       | Anguera                     |
| Centro Norte Baiano           | Feira de Santana       | Antônio Cardoso             |
| Centro Norte Baiano           | Feira de Santana       | Conceição da Feira          |
| Centro Norte Baiano           | Feira de Santana       | Coração de Maria            |
| Centro Norte Baiano           | Feira de Santana       | Elísio Medrado              |
| Centro Norte Baiano           | Feira de Santana       | Feira de Santana            |
| Centro Norte Baiano           | Feira de Santana       | Ipecaetá                    |
| Centro Norte Baiano           | Feira de Santana       | Ipirá                       |
| Centro Norte Baiano           | Feira de Santana       | Irará                       |
| Centro Norte Baiano           | Feira de Santana       | Itatim                      |
| Centro Norte Baiano           | Feira de Santana       | Ouriçangas                  |
| Centro Norte Baiano           | Feira de Santana       | Pedrão                      |
| Centro Norte Baiano           | Feira de Santana       | Pintadas                    |
| Centro Norte Baiano           | Feira de Santana       | Rafael Jambeiro             |
| Centro Norte Baiano           | Feira de Santana       | Santa Bárbara               |
| Centro Norte Baiano           | Feira de Santana       | Santa Teresinha             |
| Centro Norte Baiano           | Feira de Santana       | Santanópolis                |
| Centro Norte Baiano           | Feira de Santana       | Santo Estêvão               |
| Centro Norte Baiano           | Feira de Santana       | São Gonçalo dos Campos      |
| Centro Norte Baiano           | Feira de Santana       | Serra Preta                 |
| Centro Norte Baiano           | Feira de Santana       | Tanquinho                   |
| Centro Norte Baiano           | Feira de Santana       | Teodoro Sampaio             |
| Centro Norte Baiano           | Irecê                  | América Dourada             |
| Centro Norte Baiano           | Irecê                  | Barra do Mendes             |
| Centro Norte Baiano           | Irecê                  | Barro Alto                  |
| Centro Norte Baiano           | Irecê                  | Cafarnaum                   |
| Centro Norte Baiano           | Irecê                  | Canarana                    |
| Centro Norte Baiano           | Irecê                  | Central                     |
| Centro Norte Baiano           | Irecê                  | Gentio do Ouro              |
| Centro Norte Baiano           | Irecê                  | Ibipeba                     |
| Centro Norte Baiano           | Irecê                  | Ibititá                     |
| Centro Norte Baiano           | Irecê                  | Iraquara                    |
| Centro Norte Baiano           | Irecê                  | Irecê                       |
| Centro Norte Baiano           | Irecê                  | João Dourado                |
| Centro Norte Baiano           | Irecê                  | Jussara                     |
| Centro Norte Baiano           | Irecê                  | Lapão                       |
| Centro Norte Baiano           | Irecê                  | Mulungu do Morro            |
| Centro Norte Baiano           | Irecê                  | Presidente Dutra            |
| Centro Norte Baiano           | Irecê                  | São Gabriel                 |
| Centro Norte Baiano           | Irecê                  | Souto Soares                |
| Centro Norte Baiano           | Irecê                  | Uibaí                       |
| Centro Norte Baiano           | Itaberaba              | Baixa Grande                |
| Centro Norte Baiano           | Itaberaba              | Boa Vista do Tupim          |
| Centro Norte Baiano           | Itaberaba              | Iaçu                        |
| Centro Norte Baiano           | Itaberaba              | Ibiquera                    |
| Centro Norte Baiano           | Itaberaba              | Itaberaba                   |
| Centro Norte Baiano           | Itaberaba              | Lajedinho                   |
| Centro Norte Baiano           | Itaberaba              | Macajuba                    |
| Centro Norte Baiano           | Itaberaba              | Mairi                       |
| Centro Norte Baiano           | Itaberaba              | Mundo Novo                  |
| Centro Norte Baiano           | Itaberaba              | Ruy Barbosa, Bahia          |
| Centro Norte Baiano           | Itaberaba              | Tapiramutá                  |
| Centro Norte Baiano           | Itaberaba              | Várzea da Roça              |
| Centro Norte Baiano           | Jacobina               | Caém                        |
| Centro Norte Baiano           | Jacobina               | Caldeirão Grande            |
| Centro Norte Baiano           | Jacobina               | Capim Grosso                |
| Centro Norte Baiano           | Jacobina               | Jacobina                    |
| Centro Norte Baiano           | Jacobina               | Miguel Calmon               |
| Centro Norte Baiano           | Jacobina               | Mirangaba                   |
| Centro Norte Baiano           | Jacobina               | Morro do Chapéu             |
| Centro Norte Baiano           | Jacobina               | Ourolândia                  |
| Centro Norte Baiano           | Jacobina               | Piritiba                    |
| Centro Norte Baiano           | Jacobina               | Ponto Novo                  |
| Centro Norte Baiano           | Jacobina               | Quixabeira                  |
| Centro Norte Baiano           | Jacobina               | São José do Jacuípe         |
| Centro Norte Baiano           | Jacobina               | Saúde                       |
| Centro Norte Baiano           | Jacobina               | Serrolândia                 |
| Centro Norte Baiano           | Jacobina               | Várzea do Poço              |
| Centro Norte Baiano           | Jacobina               | Várzea Nova                 |
| Centro Norte Baiano           | Senhor do Bonfim       | Andorinha                   |
| Centro Norte Baiano           | Senhor do Bonfim       | Antônio Gonçalves           |
| Centro Norte Baiano           | Senhor do Bonfim       | Campo Formoso               |
| Centro Norte Baiano           | Senhor do Bonfim       | Filadélfia                  |
| Centro Norte Baiano           | Senhor do Bonfim       | Itiúba                      |
| Centro Norte Baiano           | Senhor do Bonfim       | Jaguarari                   |
| Centro Norte Baiano           | Senhor do Bonfim       | Pindobaçu                   |
| Centro Norte Baiano           | Senhor do Bonfim       | Senhor do Bonfim            |
| Centro Norte Baiano           | Senhor do Bonfim       | Umburanas                   |
| Centro Sul Baiano             | Boquira                | Boquira                     |
| Centro Sul Baiano             | Boquira                | Botuporã                    |
| Centro Sul Baiano             | Boquira                | Brotas de Macaúbas          |
| Centro Sul Baiano             | Boquira                | Caturama                    |
| Centro Sul Baiano             | Boquira                | Ibipitanga                  |
| Centro Sul Baiano             | Boquira                | Ibitiara                    |
| Centro Sul Baiano             | Boquira                | Ipupiara                    |
| Centro Sul Baiano             | Boquira                | Macaúbas                    |
| Centro Sul Baiano             | Boquira                | Novo Horizonte              |
| Centro Sul Baiano             | Boquira                | Oliveira dos Brejinhos      |
| Centro Sul Baiano             | Boquira                | Tanque Novo                 |
| Centro Sul Baiano             | Brumado                | Aracatu                     |
| Centro Sul Baiano             | Brumado                | Brumado                     |
| Centro Sul Baiano             | Brumado                | Caraíbas                    |
| Centro Sul Baiano             | Brumado                | Condeúba                    |
| Centro Sul Baiano             | Brumado                | Cordeiros                   |
| Centro Sul Baiano             | Brumado                | Guajeru                     |
| Centro Sul Baiano             | Brumado                | Ituaçu                      |
| Centro Sul Baiano             | Brumado                | Maetinga                    |
| Centro Sul Baiano             | Brumado                | Malhada de Pedras           |
| Centro Sul Baiano             | Brumado                | Piripá                      |
| Centro Sul Baiano             | Brumado                | Presidente Jânio Quadros    |
| Centro Sul Baiano             | Brumado                | Rio do Antônio              |
| Centro Sul Baiano             | Brumado                | Tanhaçu                     |
| Centro Sul Baiano             | Brumado                | Tremedal                    |
| Centro Sul Baiano             | Guanambi               | Caculé                      |
| Centro Sul Baiano             | Guanambi               | Caetité                     |
| Centro Sul Baiano             | Guanambi               | Candiba                     |
| Centro Sul Baiano             | Guanambi               | Guanambi                    |
| Centro Sul Baiano             | Guanambi               | Ibiassucê                   |
| Centro Sul Baiano             | Guanambi               | Igaporã                     |
| Centro Sul Baiano             | Guanambi               | Iuiú                        |
| Centro Sul Baiano             | Guanambi               | Jacaraci                    |
| Centro Sul Baiano             | Guanambi               | Lagoa Real                  |
| Centro Sul Baiano             | Guanambi               | Licínio de Almeida          |
| Centro Sul Baiano             | Guanambi               | Malhada                     |
| Centro Sul Baiano             | Guanambi               | Matina                      |
| Centro Sul Baiano             | Guanambi               | Mortugaba                   |
| Centro Sul Baiano             | Guanambi               | Palmas de Monte Alto        |
| Centro Sul Baiano             | Guanambi               | Pindaí                      |
| Centro Sul Baiano             | Guanambi               | Riacho de Santana           |
| Centro Sul Baiano             | Guanambi               | Sebastião Laranjeiras       |
| Centro Sul Baiano             | Guanambi               | Urandi                      |
| Centro Sul Baiano             | Itapetinga             | Encruzilhada                |
| Centro Sul Baiano             | Itapetinga             | Itambé                      |
| Centro Sul Baiano             | Itapetinga             | Itapetinga                  |
| Centro Sul Baiano             | Itapetinga             | Itarantim                   |
| Centro Sul Baiano             | Itapetinga             | Itororó                     |
| Centro Sul Baiano             | Itapetinga             | Macarani                    |
| Centro Sul Baiano             | Itapetinga             | Maiquinique                 |
| Centro Sul Baiano             | Itapetinga             | Potiraguá                   |
| Centro Sul Baiano             | Itapetinga             | Ribeirão do Largo           |
| Centro Sul Baiano             | Jequié                 | Aiquara                     |
| Centro Sul Baiano             | Jequié                 | Amargosa                    |
| Centro Sul Baiano             | Jequié                 | Apuarema                    |
| Centro Sul Baiano             | Jequié                 | Brejões                     |
| Centro Sul Baiano             | Jequié                 | Cravolândia                 |
| Centro Sul Baiano             | Jequié                 | Irajuba                     |
| Centro Sul Baiano             | Jequié                 | Iramaia                     |
| Centro Sul Baiano             | Jequié                 | Itagi                       |
| Centro Sul Baiano             | Jequié                 | Itaquara                    |
| Centro Sul Baiano             | Jequié                 | Itiruçu                     |
| Centro Sul Baiano             | Jequié                 | Jaguaquara                  |
| Centro Sul Baiano             | Jequié                 | Jequié                      |
| Centro Sul Baiano             | Jequié                 | Jiquiriçá                   |
| Centro Sul Baiano             | Jequié                 | Jitaúna                     |
| Centro Sul Baiano             | Jequié                 | Lafaiete Coutinho           |
| Centro Sul Baiano             | Jequié                 | Laje                        |
| Centro Sul Baiano             | Jequié                 | Lajedo do Tabocal           |
| Centro Sul Baiano             | Jequié                 | Maracás                     |
| Centro Sul Baiano             | Jequié                 | Marcionílio Souza           |
| Centro Sul Baiano             | Jequié                 | Milagres                    |
| Centro Sul Baiano             | Jequié                 | Mutuípe                     |
| Centro Sul Baiano             | Jequié                 | Nova Itarana                |
| Centro Sul Baiano             | Jequié                 | Planaltino                  |
| Centro Sul Baiano             | Jequié                 | Santa Inês                  |
| Centro Sul Baiano             | Jequié                 | São Miguel das Matas        |
| Centro Sul Baiano             | Jequié                 | Ubaíra                      |
| Centro Sul Baiano             | Livramento do Brumado  | Dom Basílio                 |
| Centro Sul Baiano             | Livramento do Brumado  | Érico Cardoso               |
| Centro Sul Baiano             | Livramento do Brumado  | Livramento de Nossa Senhora |
| Centro Sul Baiano             | Livramento do Brumado  | Paramirim                   |
| Centro Sul Baiano             | Livramento do Brumado  | Rio do Pires                |
| Centro Sul Baiano             | Seabra                 | Abaíra                      |
| Centro Sul Baiano             | Seabra                 | Andaraí                     |
| Centro Sul Baiano             | Seabra                 | Barra da Estiva             |
| Centro Sul Baiano             | Seabra                 | Boninal                     |
| Centro Sul Baiano             | Seabra                 | Bonito                      |
| Centro Sul Baiano             | Seabra                 | Contendas do Sincorá        |
| Centro Sul Baiano             | Seabra                 | Ibicoara                    |
| Centro Sul Baiano             | Seabra                 | Itaeté                      |
| Centro Sul Baiano             | Seabra                 | Jussiape                    |
| Centro Sul Baiano             | Seabra                 | Lençóis                     |
| Centro Sul Baiano             | Seabra                 | Mucugê                      |
| Centro Sul Baiano             | Seabra                 | Nova Redenção               |
| Centro Sul Baiano             | Seabra                 | Palmeiras                   |
| Centro Sul Baiano             | Seabra                 | Piatã                       |
| Centro Sul Baiano             | Seabra                 | Rio de Contas               |
| Centro Sul Baiano             | Seabra                 | Seabra                      |
| Centro Sul Baiano             | Seabra                 | Utinga                      |
| Centro Sul Baiano             | Seabra                 | Wagner                      |
| Centro Sul Baiano             | Vitória da Conquista   | Anagé                       |
| Centro Sul Baiano             | Vitória da Conquista   | Barra do Choça              |
| Centro Sul Baiano             | Vitória da Conquista   | Belo Campo                  |
| Centro Sul Baiano             | Vitória da Conquista   | Boa Nova                    |
| Centro Sul Baiano             | Vitória da Conquista   | Bom Jesus da Serra          |
| Centro Sul Baiano             | Vitória da Conquista   | Caatiba                     |
| Centro Sul Baiano             | Vitória da Conquista   | Caetanos                    |
| Centro Sul Baiano             | Vitória da Conquista   | Cândido Sales               |
| Centro Sul Baiano             | Vitória da Conquista   | Dário Meira                 |
| Centro Sul Baiano             | Vitória da Conquista   | Ibicuí                      |
| Centro Sul Baiano             | Vitória da Conquista   | Iguaí                       |
| Centro Sul Baiano             | Vitória da Conquista   | Manoel Vitorino             |
| Centro Sul Baiano             | Vitória da Conquista   | Mirante                     |
| Centro Sul Baiano             | Vitória da Conquista   | Nova Canaã                  |
| Centro Sul Baiano             | Vitória da Conquista   | Planalto                    |
| Centro Sul Baiano             | Vitória da Conquista   | Poções                      |
| Centro Sul Baiano             | Vitória da Conquista   | Vitória da Conquista        |
| Extremo Oeste Baiano          | Barreiras              | Baianópolis                 |
| Extremo Oeste Baiano          | Barreiras              | Barreiras                   |
| Extremo Oeste Baiano          | Barreiras              | Catolândia                  |
| Extremo Oeste Baiano          | Barreiras              | Formosa do Rio Preto        |
| Extremo Oeste Baiano          | Barreiras              | Luís Eduardo Magalhães      |
| Extremo Oeste Baiano          | Barreiras              | Riachão das Neves           |
| Extremo Oeste Baiano          | Barreiras              | São Desidério               |
| Extremo Oeste Baiano          | Cotegipe               | Angical                     |
| Extremo Oeste Baiano          | Cotegipe               | Brejolândia                 |
| Extremo Oeste Baiano          | Cotegipe               | Cotegipe                    |
| Extremo Oeste Baiano          | Cotegipe               | Cristópolis                 |
| Extremo Oeste Baiano          | Cotegipe               | Mansidão                    |
| Extremo Oeste Baiano          | Cotegipe               | Santa Rita de Cássia        |
| Extremo Oeste Baiano          | Cotegipe               | Tabocas do Brejo Velho      |
| Extremo Oeste Baiano          | Cotegipe               | Wanderley                   |
| Extremo Oeste Baiano          | Santa Maria da Vitória | Canápolis                   |
| Extremo Oeste Baiano          | Santa Maria da Vitória | Cocos                       |
| Extremo Oeste Baiano          | Santa Maria da Vitória | Coribe                      |
| Extremo Oeste Baiano          | Santa Maria da Vitória | Correntina                  |
| Extremo Oeste Baiano          | Santa Maria da Vitória | Jaborandi                   |
| Extremo Oeste Baiano          | Santa Maria da Vitória | Santa Maria da Vitória      |
| Extremo Oeste Baiano          | Santa Maria da Vitória | Santana                     |
| Extremo Oeste Baiano          | Santa Maria da Vitória | São Félix do Coribe         |
| Extremo Oeste Baiano          | Santa Maria da Vitória | Serra Dourada               |
| Metropolitana de Salvador     | Catu                   | Catu                        |
| Metropolitana de Salvador     | Catu                   | Conceição do Jacuípe        |
| Metropolitana de Salvador     | Catu                   | Itanagra                    |
| Metropolitana de Salvador     | Catu                   | Mata de São João            |
| Metropolitana de Salvador     | Catu                   | Pojuca                      |
| Metropolitana de Salvador     | Catu                   | São Sebastião do Passé      |
| Metropolitana de Salvador     | Catu                   | Terra Nova                  |
| Metropolitana de Salvador     | Salvador               | Camaçari                    |
| Metropolitana de Salvador     | Salvador               | Candeias                    |
| Metropolitana de Salvador     | Salvador               | Dias d'Ávila                |
| Metropolitana de Salvador     | Salvador               | Itaparica                   |
| Metropolitana de Salvador     | Salvador               | Lauro de Freitas            |
| Metropolitana de Salvador     | Salvador               | Madre de Deus               |
| Metropolitana de Salvador     | Salvador               | Salvador (State Capital)    |
| Metropolitana de Salvador     | Salvador               | São Francisco do Conde      |
| Metropolitana de Salvador     | Salvador               | Simões Filho                |
| Metropolitana de Salvador     | Salvador               | Vera Cruz                   |
| Metropolitana de Salvador     | Santo Antônio de Jesus | Aratuípe                    |
| Metropolitana de Salvador     | Santo Antônio de Jesus | Cabaceiras do Paraguaçu     |
| Metropolitana de Salvador     | Santo Antônio de Jesus | Cachoeira                   |
| Metropolitana de Salvador     | Santo Antônio de Jesus | Castro Alves                |
| Metropolitana de Salvador     | Santo Antônio de Jesus | Conceição do Almeida        |
| Metropolitana de Salvador     | Santo Antônio de Jesus | Cruz das Almas              |
| Metropolitana de Salvador     | Santo Antônio de Jesus | Dom Macedo Costa            |
| Metropolitana de Salvador     | Santo Antônio de Jesus | Governador Mangabeira       |
| Metropolitana de Salvador     | Santo Antônio de Jesus | Jaguaripe                   |
| Metropolitana de Salvador     | Santo Antônio de Jesus | Maragogipe                  |
| Metropolitana de Salvador     | Santo Antônio de Jesus | Muniz Ferreira              |
| Metropolitana de Salvador     | Santo Antônio de Jesus | Muritiba                    |
| Metropolitana de Salvador     | Santo Antônio de Jesus | Nazaré                      |
| Metropolitana de Salvador     | Santo Antônio de Jesus | Salinas da Margarida        |
| Metropolitana de Salvador     | Santo Antônio de Jesus | Santo Amaro                 |
| Metropolitana de Salvador     | Santo Antônio de Jesus | Santo Antônio de Jesus      |
| Metropolitana de Salvador     | Santo Antônio de Jesus | São Felipe                  |
| Metropolitana de Salvador     | Santo Antônio de Jesus | São Félix                   |
| Metropolitana de Salvador     | Santo Antônio de Jesus | Sapeaçu                     |
| Metropolitana de Salvador     | Santo Antônio de Jesus | Saubara                     |
| Metropolitana de Salvador     | Santo Antônio de Jesus | Varzedo                     |
| Nordeste Baiano               | Alagoinhas             | Acajutiba                   |
| Nordeste Baiano               | Alagoinhas             | Alagoinhas                  |
| Nordeste Baiano               | Alagoinhas             | Aporá                       |
| Nordeste Baiano               | Alagoinhas             | Araças                      |
| Nordeste Baiano               | Alagoinhas             | Aramari                     |
| Nordeste Baiano               | Alagoinhas             | Barrocas                    |
| Nordeste Baiano               | Alagoinhas             | Crisópolis                  |
| Nordeste Baiano               | Alagoinhas             | Inhambupe                   |
| Nordeste Baiano               | Alagoinhas             | Rio Real                    |
| Nordeste Baiano               | Alagoinhas             | Sátiro Dias                 |
| Nordeste Baiano               | Entre Rios             | Cardeal da Silva            |
| Nordeste Baiano               | Entre Rios             | Conde                       |
| Nordeste Baiano               | Entre Rios             | Entre Rios                  |
| Nordeste Baiano               | Entre Rios             | Esplanada                   |
| Nordeste Baiano               | Entre Rios             | Jandaíra                    |
| Nordeste Baiano               | Euclides da Cunha      | Cansanção                   |
| Nordeste Baiano               | Euclides da Cunha      | Canudos                     |
| Nordeste Baiano               | Euclides da Cunha      | Euclides da Cunha           |
| Nordeste Baiano               | Euclides da Cunha      | Monte Santo                 |
| Nordeste Baiano               | Euclides da Cunha      | Nordestina                  |
| Nordeste Baiano               | Euclides da Cunha      | Queimadas                   |
| Nordeste Baiano               | Euclides da Cunha      | Quijingue                   |
| Nordeste Baiano               | Euclides da Cunha      | Tucano                      |
| Nordeste Baiano               | Euclides da Cunha      | Uauá                        |
| Nordeste Baiano               | Jeremoabo              | Coronel João Sá             |
| Nordeste Baiano               | Jeremoabo              | Jeremoabo                   |
| Nordeste Baiano               | Jeremoabo              | Pedro Alexandre             |
| Nordeste Baiano               | Jeremoabo              | Santa Brígida               |
| Nordeste Baiano               | Jeremoabo              | Sítio do Quinto             |
| Nordeste Baiano               | Ribeira do Pombal      | Adustina                    |
| Nordeste Baiano               | Ribeira do Pombal      | Antas                       |
| Nordeste Baiano               | Ribeira do Pombal      | Banzaê                      |
| Nordeste Baiano               | Ribeira do Pombal      | Cícero Dantas               |
| Nordeste Baiano               | Ribeira do Pombal      | Cipó                        |
| Nordeste Baiano               | Ribeira do Pombal      | Fátima                      |
| Nordeste Baiano               | Ribeira do Pombal      | Heliópolis                  |
| Nordeste Baiano               | Ribeira do Pombal      | Itapicuru                   |
| Nordeste Baiano               | Ribeira do Pombal      | Nova Soure                  |
| Nordeste Baiano               | Ribeira do Pombal      | Novo Triunfo                |
| Nordeste Baiano               | Ribeira do Pombal      | Olindina                    |
| Nordeste Baiano               | Ribeira do Pombal      | Paripiranga                 |
| Nordeste Baiano               | Ribeira do Pombal      | Ribeira do Amparo           |
| Nordeste Baiano               | Ribeira do Pombal      | Ribeira do Pombal           |
| Nordeste Baiano               | Serrinha               | Araci                       |
| Nordeste Baiano               | Serrinha               | Biritinga                   |
| Nordeste Baiano               | Serrinha               | Candeal                     |
| Nordeste Baiano               | Serrinha               | Capela do Alto Alegre       |
| Nordeste Baiano               | Serrinha               | Conceição do Coité          |
| Nordeste Baiano               | Serrinha               | Gavião                      |
| Nordeste Baiano               | Serrinha               | Ichu                        |
| Nordeste Baiano               | Serrinha               | Lamarão                     |
| Nordeste Baiano               | Serrinha               | Nova Fátima                 |
| Nordeste Baiano               | Serrinha               | Pé de Serra                 |
| Nordeste Baiano               | Serrinha               | Retirolândia                |
| Nordeste Baiano               | Serrinha               | Riachão do Jacuípe          |
| Nordeste Baiano               | Serrinha               | Santaluz                    |
| Nordeste Baiano               | Serrinha               | São Domingos                |
| Nordeste Baiano               | Serrinha               | Serrinha                    |
| Nordeste Baiano               | Serrinha               | Teofilândia                 |
| Nordeste Baiano               | Serrinha               | Valente                     |
| Sul Baiano                    | Ilhéus-Itabuna         | Almadina                    |
| Sul Baiano                    | Ilhéus-Itabuna         | Arataca                     |
| Sul Baiano                    | Ilhéus-Itabuna         | Aurelino Leal               |
| Sul Baiano                    | Ilhéus-Itabuna         | Barra do Rocha              |
| Sul Baiano                    | Ilhéus-Itabuna         | Belmonte                    |
| Sul Baiano                    | Ilhéus-Itabuna         | Buerarema                   |
| Sul Baiano                    | Ilhéus-Itabuna         | Camacan                     |
| Sul Baiano                    | Ilhéus-Itabuna         | Canavieiras                 |
| Sul Baiano                    | Ilhéus-Itabuna         | Coaraci                     |
| Sul Baiano                    | Ilhéus-Itabuna         | Firmino Alves               |
| Sul Baiano                    | Ilhéus-Itabuna         | Floresta Azul               |
| Sul Baiano                    | Ilhéus-Itabuna         | Gandu                       |
| Sul Baiano                    | Ilhéus-Itabuna         | Gongogi                     |
| Sul Baiano                    | Ilhéus-Itabuna         | Governador Lomanto Júnior   |
| Sul Baiano                    | Ilhéus-Itabuna         | Ibicaraí                    |
| Sul Baiano                    | Ilhéus-Itabuna         | Ibirapitanga                |
| Sul Baiano                    | Ilhéus-Itabuna         | Ibirataia                   |
| Sul Baiano                    | Ilhéus-Itabuna         | Ilhéus                      |
| Sul Baiano                    | Ilhéus-Itabuna         | Ipiaú                       |
| Sul Baiano                    | Ilhéus-Itabuna         | Itabuna                     |
| Sul Baiano                    | Ilhéus-Itabuna         | Itacaré                     |
| Sul Baiano                    | Ilhéus-Itabuna         | Itagibá                     |
| Sul Baiano                    | Ilhéus-Itabuna         | Itaju do Colônia            |
| Sul Baiano                    | Ilhéus-Itabuna         | Itajuípe                    |
| Sul Baiano                    | Ilhéus-Itabuna         | Itamari                     |
| Sul Baiano                    | Ilhéus-Itabuna         | Itapé                       |
| Sul Baiano                    | Ilhéus-Itabuna         | Itapebi                     |
| Sul Baiano                    | Ilhéus-Itabuna         | Itapitanga                  |
| Sul Baiano                    | Ilhéus-Itabuna         | Jussari                     |
| Sul Baiano                    | Ilhéus-Itabuna         | Mascote                     |
| Sul Baiano                    | Ilhéus-Itabuna         | Nova Ibiá                   |
| Sul Baiano                    | Ilhéus-Itabuna         | Pau Brasil                  |
| Sul Baiano                    | Ilhéus-Itabuna         | Santa Cruz da Vitória       |
| Sul Baiano                    | Ilhéus-Itabuna         | Santa Luzia                 |
| Sul Baiano                    | Ilhéus-Itabuna         | São José da Vitória         |
| Sul Baiano                    | Ilhéus-Itabuna         | Teolândia                   |
| Sul Baiano                    | Ilhéus-Itabuna         | Ubaitaba                    |
| Sul Baiano                    | Ilhéus-Itabuna         | Ubatã                       |
| Sul Baiano                    | Ilhéus-Itabuna         | Una                         |
| Sul Baiano                    | Ilhéus-Itabuna         | Uruçuca                     |
| Sul Baiano                    | Ilhéus-Itabuna         | Wenceslau Guimarães         |
| Sul Baiano                    | Porto Seguro           | Alcobaça                    |
| Sul Baiano                    | Porto Seguro           | Caravelas                   |
| Sul Baiano                    | Porto Seguro           | Eunápolis                   |
| Sul Baiano                    | Porto Seguro           | Guaratinga                  |
| Sul Baiano                    | Porto Seguro           | Ibirapuã                    |
| Sul Baiano                    | Porto Seguro           | Itabela                     |
| Sul Baiano                    | Porto Seguro           | Itagimirim                  |
| Sul Baiano                    | Porto Seguro           | Itamaraju                   |
| Sul Baiano                    | Porto Seguro           | Itanhém                     |
| Sul Baiano                    | Porto Seguro           | Jucuruçu                    |
| Sul Baiano                    | Porto Seguro           | Lajedão                     |
| Sul Baiano                    | Porto Seguro           | Medeiros Neto               |
| Sul Baiano                    | Porto Seguro           | Mucuri                      |
| Sul Baiano                    | Porto Seguro           | Nova Viçosa                 |
| Sul Baiano                    | Porto Seguro           | Porto Seguro                |
| Sul Baiano                    | Porto Seguro           | Prado                       |
| Sul Baiano                    | Porto Seguro           | Santa Cruz Cabrália         |
| Sul Baiano                    | Porto Seguro           | Teixeira de Freitas         |
| Sul Baiano                    | Porto Seguro           | Vereda                      |
| Sul Baiano                    | Valença                | Cairu                       |
| Sul Baiano                    | Valença                | Camamu                      |
| Sul Baiano                    | Valença                | Igrapiúna                   |
| Sul Baiano                    | Valença                | Ituberá                     |
| Sul Baiano                    | Valença                | Maraú                       |
| Sul Baiano                    | Valença                | Nilo Peçanha                |
| Sul Baiano                    | Valença                | Piraí do Norte              |
| Sul Baiano                    | Valença                | Presidente Tancredo Neves   |
| Sul Baiano                    | Valença                | Taperoá                     |
| Sul Baiano                    | Valença                | Valença                     |
| Vale São-Franciscano da Bahia | Barra                  | Barra                       |
| Vale São-Franciscano da Bahia | Barra                  | Buritirama                  |
| Vale São-Franciscano da Bahia | Barra                  | Ibotirama                   |
| Vale São-Franciscano da Bahia | Barra                  | Itaguaçu da Bahia           |
| Vale São-Franciscano da Bahia | Barra                  | Morpará                     |
| Vale São-Franciscano da Bahia | Barra                  | Muquém de São Francisco     |
| Vale São-Franciscano da Bahia | Barra                  | Xique-Xique                 |
| Vale São-Franciscano da Bahia | Bom Jesus da Lapa      | Bom Jesus da Lapa           |
| Vale São-Franciscano da Bahia | Bom Jesus da Lapa      | Carinhanha                  |
| Vale São-Franciscano da Bahia | Bom Jesus da Lapa      | Feira da Mata               |
| Vale São-Franciscano da Bahia | Bom Jesus da Lapa      | Paratinga                   |
| Vale São-Franciscano da Bahia | Bom Jesus da Lapa      | Serra do Ramalho            |
| Vale São-Franciscano da Bahia | Bom Jesus da Lapa      | Sítio do Mato               |
| Vale São-Franciscano da Bahia | Juazeiro               | Campo Alegre de Lourdes     |
| Vale São-Franciscano da Bahia | Juazeiro               | Casa Nova                   |
| Vale São-Franciscano da Bahia | Juazeiro               | Curaçá                      |
| Vale São-Franciscano da Bahia | Juazeiro               | Juazeiro                    |
| Vale São-Franciscano da Bahia | Juazeiro               | Pilão Arcado                |
| Vale São-Franciscano da Bahia | Juazeiro               | Remanso                     |
| Vale São-Franciscano da Bahia | Juazeiro               | Sento Sé                    |
| Vale São-Franciscano da Bahia | Juazeiro               | Sobradinho                  |
| Vale São-Franciscano da Bahia | Paulo Afonso           | Abaré                       |
| Vale São-Franciscano da Bahia | Paulo Afonso           | Chorrochó                   |
| Vale São-Franciscano da Bahia | Paulo Afonso           | Glória                      |
| Vale São-Franciscano da Bahia | Paulo Afonso           | Macururé                    |
| Vale São-Franciscano da Bahia | Paulo Afonso           | Paulo Afonso                |
| Vale São-Franciscano da Bahia | Paulo Afonso           | Rodelas                     |